# Појава дронова у Сједињеним Државама 2024.
Уочавање беспилотних летелица у Сједињеним Државама 2024. започело је 13. новембра 2024. године, првим забележено примећеним објектом у близини Пикатини Арсенала, војног објекта у округу Морис, Њу Џерзи. У наредним данима и недељама, пријављена су додатна виђења у окрузима Морис и Хантердон у Северном Џерзију, а извештаји су се ускоро појавили и у другим деловима североистока, укључујући Њујорк и Пенсилванију.  Извештаји о дроновима изазвали су забринутост код неких становника и подстакли акцију локалних, државних и савезних власти. Касније су забележена виђења у Њујорку, Пенсилванији и другим североисточним државама , а додатни извештаји и војно потврђени догађаји забележени су широм јужних држава, средњег запада, западних планинских држава и пацифичке обале. Пријављени су дронови над насељима, као и над цивилном и војном инфраструктуром.
Пријављена виђења, према званичним извештајима, су углавном била резултат погрешне идентификације небеских тела, авиона са посадом и других рутинских ваздушних објеката, укључујући хобисте и комерцијалне дронове. Неки прелети осетљивих војних области остају нерешени, иако су стручњаци попут Џејмија Џејкоба наговестили да су они вероватно били „неопрезни актери“, а Пентагон је навео да прелети дронова „нису неуобичајени“ и генерално нису подли. Коментатори су то виђење приписали широко распрострањеној пристрасности потврде и друштвеној паници. Заједничка истрага цивилних и војних агенција америчке владе није успела да пронађе „ништа аномално“ и каже да су виђења укључују погрешне летелице и друге објекте.  Државни и локални органи за спровођење закона, као и бројни независни стручњаци изнели су сличне закључке.
Пријављена виђења и истраге које су уследиле изазвале су одговоре званичника на различитим нивоима власти. Представници су позвали на већу транспарентност истражних агенција и додатне ресурсе за државне и локалне званичнике да истраже виђења. Уведено је законодавство како би се помогло у решавању пријављених виђања, а уведена су ограничења летова над осетљивом инфраструктуром у Њујорку и Њу Џерзију.

## Позадина случаја
Неидентификовани дронови су пријављени у Сједињеним Државама неколико година пре актуелних извештаја из 2024. године. Крајем 2019. и 2020. године, постојао је талас извештаја о виђењима изнад Колорада и Небраске.
У децембру 2023. године пријављено је више неидентификованих упада дронова у ваздухопловну базу Ленгли у Вирџинији. Савезне власти су признале и друга виђења у Сједињеним Државама а такође и на међународном нивоу. У марту 2024. новинске куће су известиле о даљем виђењу неидентификованих дронова изнад ваздухопловне базе Ленгли. Овај талас виђења резултирао је великим одговором авиона америчке владе, укључујући авион НАСА-е.
У августу 2024. талас примећених дронова изнад постројења 42, објекта америчких ваздухопловних снага у Палмдејлу у Калифорнији, изазвао је велики талас забринутости. Америчко ваздухопловство је званично потврдило ове извештаје, одговарајући на упите новинара. Као одговор, ФАА је увела нова ограничења у ваздушном простору изнад тог објекта.
У новембру 2024, слични необјашњиви упади беспилотних летелица такође су пријављени у америчким ваздушним базама у Уједињеном Краљевству. У децембру 2024. године, беспилотне летелице су виђене изнад америчке ваздушне базе Рамштајн у Немачкој, као и немачких производних погона за оружје. Према речима генерал-мајора Патрика С. Рајдера, нормално је да приватне беспилотне летелице повремено лете изнад америчких војних база, а таква операција „није била неуобичајена, а велика већина не представља физичку претњу нашим снагама нити утиче на наше операције“.
Средином децембра савезни званичници су ухапсили једног кинеског држављанина јер је летео дроном изнад ваздухопловне базе Ванденберг у Калифорнији крајем новембра 2024. године.
ФАА је 2016. године почела да ради на новој технологији за откривање употребе дронова у близини аеродрома. Названа „Патхфиндер“, иницијатива је организована да би се позабавила растућим проблемом неовлашћеног коришћења хоби дронова у зонама које нису дозвољене. ФАА процењује да је до 2024. године у Сједињеним Државама радило око 2,8 милиона комерцијалних и рекреативних дронова. Агенција такође процењује да од 2024. године прима више од 100 извештаја о виђењима беспилотних летелица сваког месеца и организује маркетиншку кампању „Знај пре него што полетиш“ да би едуковала кориснике дронова о неовлашћеном раду и потенцијалним грађанским казнама за незакониту употребу.
Извештавајући о случају виђења 2024. године, један новинар је приметио да је Њу Џерзи генерацијама „глумио приче о чудном и надреалном, укључујући инвазије Марса и сабласне чуваре блага“. Године 1938., неки становници Њу Џерзија доживели масовну панику након што су фиктивну драму ЦБС радија „Рат светова“ помешали са извештајем о инвазији ванземаљаца на Гроверс Мил, Њу Џерзи.

## Описи и географија пријављених виђења
Прво виђење пријавио је извођач радова у Пикатини Арсеналу 13. новембра. Према његовом исказу, он је завршио посао и био је паркиран у оближњем резервату за дивље животиње чекајући да се саобраћај заврши пре него што се вратио кући.  Како је речено за Њујорк тајмс, он је рекао да је „видео бљесак у бочном ретровизору... а затим светло које се диже право од дрвореда ка арсеналу“.  Он је такође известио своје претпостављене о ономе шта је видео.
Даља виђења су пријављена у окрузима Морис и Сомерсет, Њу Џерзи, 18. новембра 2024. године. Касније су забележена виђења у многим другим окрузима Њу Џерзија—укључујући Берген, Берлингтон, Камден, Есекс, Мидлсекс, Монмут, Оушн, Пасаик, Сасек, Унион и Ворен. Виђења су се касније проширила на Њујорк, округ Оринџ (Њујорк), Филаделфију и разне округе у источној Пенсилванији. Пријављена су и виђења дронова у Мериленду, Масачусетсу, Њу Хемпширу, Охају, и Конектикату,  као и сродна виђења су забележена у Делаверу, Вирџинији , Флориди и Калифорнији.
Виђења су се такође догађала у стамбеним насељима, на железницама и аутопутевима, и природним ненасељеним деловима као што је коридор реке Раритан. Такође су се појавили у близини осетљивих локација, укључујући војне базе, резервоар Роунд Вали, центре за хитне комуникације и локалне полицијске станице. Председник округа Стејтен Ајленд Вито Фосела известио је о виђењима „критичне инфраструктуре“ као што су Порт Либерти Њујорк, мост Геталс, мост Веракано-Нароуз  и Форт Водсворт. Пријављена су виђења дронова у близини инфраструктуре као што су електране и далеководи, укључујући нуклеарне електране у Њу Џерзију, Њујорку и Мериленду.
Очевидци су понудили различите описе, укључујући да су дронови били велики као теренци, да су понекад били праћени гласним брујањем, и да су авиони са фиксним крилима понекад идентификовани у истој близини. Неки стручњаци који су прегледали снимке груписали су наводне дронове у две категорије: квадрокоптери и авиони са фиксним крилима.
До 24. децембра 2024, према канцеларији шерифа округа Оушн, извештаји о уоченим дроновима у северном Њу Џерзију су се „драматично смањили“.

## Специфични инциденти и ограничења у оквиру ваздушног простора
Према војним званичницима, вишеструко је потврђено да је „високо обучено безбедносно особље“ видело беспилотне летелице изнад Пикатини Арсенала и Поморске станице Еарл у Њу Џерзију.  Заједнички начелник штабова Министарства одбране издао је саопштење 14. децембра 2024. године, потврђујући одређена виђења, да Министарство одбране од тог датума није знало ко је управљао дроновима и да нема индиција о умешаности непријатељских нација. Они су изјавили да „нису били у могућности да лоцирају или идентификују оператере или тачке порекла“ за беспилотне летелице виђене изнад Пикатини Арсенала и Нејвал Вепонс Стејшн Ерла. Рекли су да им недостају овлашћења потребна да лоцирају или идентификују извор дронова изван база и да се морају ослонити на истрагу органа за спровођење закона.
Федерална управа за ваздухопловство (ФАА) забранила је употребу дронова у више области у Њу Џерзију и у држави Њујорк. Дана 25. новембра 2024. издали су привремена ограничења која су утицала на Пикатини Арсенал и Трампов голф клуб Бедминстер . ФАА је 18. децембра издала једномесечну забрану рада дронова у близини 22 града у Њу Џерзију, укључујући Камден, Елизабет и Џерзи Сити. Следећег дана су издали забрану летова дронова изнад делова државе Њујорк, укључујући Бруклин, Квинс и заједнице на Лонг Ајленду. ФАА је саопштила да су ограничења настала због „посебних безбедносних разлога“ и да су их затражиле друге савезне власти. Гувернерка Њујорка Кети Хочул рекла је да забрањене области укључују „критичне инфраструктурне локације“ и да је та акција „чисто из предострожности“.
Законодавци Крис Смит и Пол Канитра рекли су да је најмање десетак дронова пратило 47-стопни моторни чамац за спасавање обалске страже Сједињених Држава. Официр обалске страже Лук Пинео је изјавио да је „више авиона на малим висинама примећено у близини“ једног од њихових бродова. Дана 17. децембра 2024. портпарол Беле куће Џон Кирби рекао је да се, након што је урадио форензичку анализу инцидента, испоставило да је пријављен авион „ваздушни саобраћај који иде на међународни аеродром ЈФК, а не беспилотне летелице уопште“.  Смит је оспорио закључке Беле куће, указујући на ниво искуства официра који су пријавили виђење.
Дана 26. новембра 2024. године, хеликоптер за медицинску евакуацију у Њу Џерсију је одложен са транспортом тешко повређеног пацијента због извештаја о активностима дронова у близини. Међународни аеродром Стјуарт у округу Оринџ, Њујорк, био је принуђен да се затвори на сат времена због активности дронова, што је потврдио и гувернер Хочул.
Ваздухопловна база Рајт-Патерсон у Охају била је принуђена да затвори ваздушни простор због упада беспилотних летелица у петак, 13. децембра 2024., у следеће јутро, а војни званичници Сједињених Америчких Држава из 88. крила ваздушне базе дефинитивно су изјавили да су се догађаји догодили због „малих беспилотне летелице“. Дана 17. децембра, ваздухопловна база Рајт-Патерсон је поново била погођена неидентификованим дроном у другом упаду. Марински корпус Сједињених Америчких Држава је 18. децембра потврдио присуство неидентификованих дронова изнад базе маринаца Пендлетон у округу Сан Дијего, Калифорнија, са потврђеним упадима између 9. децембра и 15. децембра. Ваздухопловство Сједињених Држава потврдило је за УСА Тудеј да је база Хил у округу Дејвис, Јута такође била погођена неидентификованим дроном. Дана 18. децембра, полиција у Вајт Сетлменту, Тексас потврдила је да заједно са ФБИ-јем, Поморска криминалистичка истражна служба и Ваздухопловство истражују даље инциденте са дроном од 17. децембра у бази Заједничке резерве Навал Аир Статион Форт Вортх и оближњој оружарници Националне гарде Тексашке војске.

| Лери Хоган     | Twitter |
| @GovLarryHogan |         |

            Синоћ, почевши око 21:45, лично сам био сведок (и видео) онога што је изгледало као десетине великих дронова на небу изнад моје резиденције у Дејвидсонвилу, Мериленд (25 миља од главног града наше земље). Посматрао сам активност отприлике 45 минута.

       December 13, 2024

У Масачусетсу 15. децембра, Бостонска полиција је идентификовала три локална становника за које је рекла да су користили беспилотне летелице у ограниченом ваздушном простору у близини међународног аеродрома Логан. Полиција је пронашла мушкарце који су управљали дроновима са положаја на Лонг Ајленду и, након потере, ухапсила двојицу од тројице. Обојица су оптужени пред општинским судом у Бостону и пуштени на слободу уз лична признања.
У посту на свом налогу на Х, бивши гувернер Мериленда Лари Хоган је показао снимак звезда и авиона, верујући да су то десетине великих дронова, изнад своје куће у Дејвидсонвилу у Мериленду. У одговору Хогану, новинар Њујорк поста, Стивен Гринстрит, је истакао да снимљени видео заправо приказује сазвежђе Орион и да, поред тога, подаци о лету из времена снимања видеа показују како три авиона лете у близини места где је снимљен. Метеоролог Метју Капући је такође приметио да Хоган заправо посматра сазвежђе Орион, као и директорка опсерваторије Универзитета Мериленд Елизабет Ворнер. Корисници Х-а су накнадно додали белешку заједнице Хогановом посту тврдећи да се „не појављују аномални објекти у његовом видеу“, а касновечерњи комичар Стивен Колберт се нашалио на рачун Хогана и његовог виђења у свом телевизијском монологу од 16. децембра.
Сенатор Енди Ким придружио се полицији града Клинтона у ноћној патроли и пријавио "више различитих дронова" у близини резервоара Роунд Валлеи, иако је касније признао да су „већина могућих виђења дронова на које ми је указано скоро сигурно били авиони”. Дрон се срушио у дворишту приватне резиденције у граду Пекуанок у Њу Џерсију. Првобитно пријављен као "војни", полицијска истрага је касније идентификовала као беспилотна летелица. Званичници су сугерисали да је то био један од многих дронова „имитатора“ у тој области.
Дана 30. децембра 2024. године, ФАА је увела неколико нових ограничења за дронове у различитим деловима Њу Џерсија, од којих ће сва трајати до 18. јануара 2025. Нова ограничења су проширена на подручја у округу Глостер, округу Хадсон, округу Мидлсекс, округу Монмут и округу Јунион. Упркос томе што су савезни званичници рекли да нема познате претње и да су многа виђења лажно приписана авионима са посадом, ЦБС Њуз Анкета објављена 22. децембра показала је да 78% Американаца верује да Влада САД крије информације од јавности.

## Истраживања и налази
ФБИ води међуагенцијску истрагу која укључује ДХС, разне државне полицијске агенције након првобитно само Државну полицију Њу Џерзија и Канцеларију за унутрашњу безбедност и приправност Њу Џерзија. Званичници су признали неизвесност у вези са виђењима. Дана 10. децембра, ФБИ је рекао Конгресу да упркос прикупљању преко 3.000 извештаја од јавности путем дојаве, истражитељи нису утврдили потпуне узроке и могуће објашњење. Званичници локалних органа за спровођење закона изразили су забринутост због потенцијално „опаке“ природе дронова. Неке власти су тражиле од људи да користе апликације за праћење летова како би сазнали да ли је оно што виде регистровано пловило пре слања извештаја.
Дана 12. децембра 2024. портпарол Беле куће Џон Кирби изјавио је да се одређена виђења дронова не могу проверити и да су многа виђења заправо „летелице са посадом којима се управља законито“. Он је рекао да немају доказа који указују на то да примећени дронови представљају безбедносну претњу или потичу из страних извора, али је позвао Конгрес да усвоји закон који ће помоћи властима да се позабаве активностима дрона.  Истог дана Министарство за унутрашњу безбедност је објавило изјаву која је гласила:
Историјски гледано, искусили смо случајеве погрешног идентитета, где су пријављени дронови, у ствари, били су то авиони или објекти са посадом... након прегледа доступних слика, чини се да су многа пријављена виђења заправо летелице са посадом, које раде законито. Нема пријављених или потврђених виђења дронова у било ком забрањеном ваздушном простору.
Секретар за унутрашњу безбедност Сједињених Држава Алехандро Мајоркас потврдио је Џорџу Стефанопулосу из АБЦ Њуза да Американци виде дронове, рекавши: „Нема сумње да људи виде дронове. И желим да уверим америчку јавност да ми, у савезној влади, имамо распоредио додатне ресурсе, особље, технологију да помогне Државној полицији Њу Џерзија у решавању проблема дронова виђења."
Посланица Скупштине Њу Џерзија Давн Фантасија поделила је своје белешке са законодавног брифинга 11. децембра са званичницима ДХС-а, Државне полиције и Канцеларије за унутрашњу безбедност Њу Џерзија. Она је рекла да су званичници описали беспилотне летелице пречника до шест стопа (1,8 м) које раде шест до седам сати ноћу, понекад летећи са угашеним светлима. Њен резиме такође каже да беспилотне летелице „функционишу на координисан начин“, избегавају типична средства за откривање и не изгледа да њима управљају хобисти. Чланови скупштине Пол Канитра и Грег Мајре, који су такође присуствовали брифингу, рекли су да се чини да су налази брифинга у супротности са изјавама Беле куће од 12. децембра.
Средином децембра, портпарол Савета за националну безбедност рекао је на конференцији за новинаре да се „након прегледа доступних слика чини да су многа од пријављених виђења заправо летелице са посадом којима се управља по закону. Према Савету за националну безбедност, „темељна анализа“ слика и видео снимака и „веома софистициране технологије електронске детекције које су обезбедиле федералне власти“ нису откриле да је ниједан од летећих објеката неовлашћени дронови.[103] ФБИ и Министарство за унутрашњу безбедност ће наставити да истражују пријављена виђења
Министарство за унутрашњу безбедност је 16. децембра издало накнадно саопштење на свој Кс налог у сарадњи са ФБИ, ФАА и Министарством одбране, у којем је тврдило да истрага четири агенције није успела да идентификује „ништа аномално“ након прегледа преко 5.000 пријављених виђења и да су сва виђења које је прегледао до тог датума била рутинска објашњења. Агенције су навеле да нису процениле активност „да представља ризик за националну безбедност или јавну безбедност“, напомињући да је већина виђених идентификована као комерцијални, хобисти, дронови за спровођење закона или конвенционални авиони. Теренска канцеларија ФБИ-ја у Њуарку такође је издала захтев становницима Њу Џерсија да престану да испаљују ласере на ствари на небу за које су мислили да су аномалне беспилотне летелице због „повећања броја пилота авиона са посадом који су погођени ласерима у очи“. ФБИ је даље тражио од Њу Џерзија да не пуца у небо из ватреног оружја због „могућих смртоносних последица“ по цивилно ваздухопловство.

### Савезне и локалне истраге
Према ВВИТ-ТВ, истрага коју је спровела полиција државе Конектикат „открила је да се већина [виђења дронова] може приписати авионима са посадом или оним УАС уређајима који раде у приватном сектору на легалан начин“. Гувернер Конектиката Нед Ламонт приметио је да је један од пријављених дронова који је примећен „имао реч Фронтиер на полеђини“, што очигледно указује да се ради о авиону Фронтиер Аирлинеса.
Дана 13. децембра, Џон Мицак, шеф полиције Бриџвотер, Њу Џерзи, издао је саопштење да „многи примљени извештаји укључују погрешну идентификацију авиона са посадом“. Други званичници Њу Џерсија известили су 17. децембра да су специјализовани „уређаји за детекцију дронова“ које је држава распоредила током претходне недеље пронашли „мало или нимало доказа“ о било чему што би могло да представља претњу.
Полицијска управа Њујорка (НИПД) је известила да је током викенда од 14. до 15. децембра примила око 120 позива у вези са примећивањем дронова, али, након истраге, већина уопште нису били дронови, већ су то били авиони са посадом, кише метеора и планета Венера. У другим случајевима, саопштила је њујоршка полиција, беспилотне летелице које су правилно примећене биле су заправо хоби беспилотне летелице које су летеле као одговор на дискусију о наводним аномалним дроновама, чиме су, према Њујорк тајмсу, „покренуле још више извештаја о неуобичајеним активностима“. Други случајеви су укључивали рефлектовање светлости од летелица у пролазу од стране астронома аматера.
Државна полиција Конектиката најавила је постављање система за детекцију дронова као одговор на виђења у Конектикату, тачније у округу Ферфилд. Гувернерка Масачусетса Маура Хали потврдила је све већи број виђења у тој држави и да државна полиција Масачусетса ради са федералним, државним и локалним властима на истрагама. У Вирџинији, гувернер Глен Јангкин је потврдио да полиција државе Вирџиније и други државни званичници истражују са савезним властима због „значајног броја локација за националну безбедност и критичну инфраструктуру“ у Вирџинији. Гувернер Пенсилваније Џош Шапиро наредио је државној полицији Пенсилваније да истражи виђења, и потврдио је да ће органи за спровођење закона користити хеликоптере да прогоне и утврде одакле потичу дронови и њихову намену.
Након њених захтева за федералну помоћ, гувернер Њујорка Кети Хочул потврдила је 15. децембра да савезна влада „шаље систем за детекцију дронова у Њујорк“ како би помогла у праћењу пријављених дронова.. Лидер већине у Сенату Чак Шумер је такође затражио да се сличан систем пошаље у Њу Џерзи.

## Изјаве политичких званичника
Амерички председник Бајден је дао своје прве јавне коментаре 18. децембра 2024. године, наводећи да није било „ништа подло, очигледно“ и „до сада нема осећаја опасности“, додајући да „то помно пратимо“ и приметивши „много дронова одобрених тамо горе."
Гувернер Њу Џерзија Фил Марфи писао је председнику Бајдену изражавајући „растућу забринутост“ због извештаја о дроновима, захтевајући побољшану координацију између агенција и додатно овлашћење Конгреса за државне и локалне органе за спровођење закона да се супротставе активностима беспилотних летелица.
Сенатори Сједињених Држава Чак Шумер, Кирстен Гилибранд, Кори Букер и Енди Ким затражили су брифинге од савезних агенција у вези са њиховим напорима да реше ситуацију. Сенатор Шумер је накнадно затражио од Министарства за унутрашњу безбедност да распореди специјализоване системе за детекцију дронова у Њујорк и Њу Џерзи.
Конгресмен Џош Готхајмер увео је закон који предлаже финансирање напредних технологија праћења беспилотних летелица, ограничења за причвршћивање оружја на беспилотне летелице и казне за ометање хитних служби, органа за спровођење закона или војних операција.
Новоизабрани амерички председник Трамп је предложио да америчка војска треба да обори неидентификоване дронове.

## Могућа објашњења
„9 објашњења за виђења дрона изнад Њу Џерзија, рангираних од највише до најмање вероватних“, из чланка у „Популар Мецханицс“
1. „Људи примећују дронове који су одувек били ту.“
2. „Природни и људски феномени се погрешно идентификују као дронови.“
3. „Талас се погоршава правим оператерима дронова који шале јавност.“
4. „Дроновима управљају шпијуни из непријатељских земаља са подлим намерама.“
5. „Дроновима управљају терористи.“
6. „Дронови су у власништву владе и траже изгубљени радиоактивни материјал.“
7. „Дронови прскају хемикалије.“
8. „Дронови су део напора да се човечанство пороби и створи диктатура једног света“.
9. „Дронови су заправо свемирски бродови ванземаљаца.“

Кајл Мизоками, Популар механикс (2. јануар 2025.), 
Према Популар механиксу, највероватнији разлози за виђење дронова били су то што су људи „примећали дронове који су одувек постојали“ или „природни феномени и феномени које је направио човек... [су] били погрешно идентификовани као дронови“. Разлози које је публикација навела, а које сматра „мање вероватним“ укључивали су да су „дронови део напора да се пороби човечанство“.

### Војни, домаћи и страни
Амерички посланик Мајкл Мекол, председник Комитета за спољне послове Представничког дома, рекао је да верује да су неке од неидентификованих летелица „шпијунски дронови“ из Кине, на основу извештаја да кинеска влада поседује пољопривредно земљиште на важним локацијама у близини војних база широм САД. Конгресмен Џеф Ван Дру је тврдио да има информације из „веома високих извора“ да је „Иран лансирао матични брод који садржи ове дронове“. Пентагон је ово оповргнуо, наводећи да нема иранских бродова у близини обале САД, као ни доказа да су дронови потичу од страних противника. Гувернер Њу Џерсија Фил Марфи је такође довео у питање веродостојност Ван Друових тврдњи, сугеришући да Иран није имао могућности да предузме такву мисију. Као одговор, према Политку, Ван Дру је „изгледао да је ублажио своју тврдњу“ и такође сугерисао да би дронови могли бити „кинески“.
Дана 1. јануара 2025. године, Метју Лајвлсбергер, војник специјалних снага америчке војске и специјалиста за ратовање дроновима, извршио је самоубиство у Лас Вегасу пуцајући себи у главу док је седео у сајбер камиону који је опремио експлозивом. У самоубилачкој поруци послатој подкасту пре његове смрти, Лајвлсбергер је тврдио да је одлучио да се убије како би подигао свест о претњи и неприкладној војној примени дронова, генерално, а такође је тврдио да су беспилотне летелице које су наводно примећене у Сједињеним Државама биле Кинезке и користе "гравитациони погонски систем".
Други законодавци и цивили су предложили стране земље као извор виђења, али су федерални истражитељи више пута одбацили ову идеју. Бивши генерал америчког ратног ваздухопловства Џејмс Пос је скептичан према овом објашњењу јер летелице користе осветљење у складу са ФАА: „Када људи ноћу искључе светла на својим дроновима, то вам говори да је то најгори терориста на свету или управо такав непријатељ против каквог желите да се борите.“

### Погрешна идентификација авиона и небеских објеката
Анализа снимака и извештаја о виђењима стручњака за дронове Вилијама Остина навела га је да верује да су „многи од пријављених 'великих дронова' заправо грешком идентификовани авиони са посадом", док су други били светла ћелијских торњева или мањих дронова за личну употребу. До 15. децембра, Остин је известио да је завршио преглед велике количине видео снимака виђења и дошао до закључка да су „100 одсто њих или авиони које су људи погрешно идентификовали или беспилотне летелице које су нарасле у употреби од медијске пажње а то су дронови које коштају испод 55 фунти, и није им потребна регистрација“. У неким случајевима, према Остину, погрешна идентификација може бити резултат ефекта паралаксе. На питање новинара са ВНЕП-ТВ-а да анализира видео снимак виђења дронова, власници три различите малопродајне продавнице беспилотних летелица рекли су да сматрају да је већина уочених објеката или летелица са посадом или резултат „ноћне илузије“. Вијаи Кумар са Факултета за инжењерство и примењене науке Универзитета у Пенсилванији рекао је да је већина слика које је видео у вези са виђењима била легално оперативне летелице и да је популарни страх од дронова последица њихове повезаности са „сценаријима налик научној фантастици где машине имају аутономију“.  Брендон Валеријано, професор на Универзитету Сетон Хол специјализован за сајбер безбедност, указао је да су виђења вероватно повезана са употребом беспилотне летелице за хоби, да су неки чланови јавности тражили „дивље објашњења за ствари које не могу да разумеју“.
Бивши члан представничког дома Сједињених Америчких Држава Адам Кинзингер рекао је за СиЕнЕн 15. децембра да је провео „дане гледајући сваки од ових видео снимака“ дронова и закључио да су „сви они буквално авиони“. Кинзингер је наставио да објашњава водитељу Фредрику Витфилду да су се грађани паничарили због ваздушних објеката за које су погрешно сматрали да су нешто друго него млазњаци на великим висинама. Том Адамс, консултант за одбрану од беспилотних летелица у приватном сектору и бивши агент ФБИ, рекао је да су, према његовом искуству, сателити, авиони и небески објекти често погрешно идентификовани као беспилотне летелице и да је медијско извештавање о наводним виђењима стварало „малу хистерију”. Миси Камингс је рекла да су људи вероватно посматрали звезде, летелице и рефлексије са објеката, и да је, „од свих тих опција, беспилотна летелица најмање вероватна, јер је заправо прилично тешко разликовати ово и природне небеске објекте“.
Еми Галагер, директорка планетаријума на колеџу Раритан Вели комјунити колеџ у Бранчбургу, Њу Џерзи, интервјуисалн је о могућим објашњењима виђења, рекла је да је приметила феномен аутокинезе у којој особа, гледајући у небески објекат, доживљава "напреже се ... и њихово око покушава да се фокусира на објекат“ што ствара илузију кретања. Џошуа Тан, професор астрономије на ЛаГардија комјунити колеџа, сугерисао је да би распрострањена природа виђења могла бити случај пристрасности потврде у којој је јавност погрешно тумачила свакодневне или рутинске појаве. Скептик Мик Вест је такође сугерисао да се многа виђења у случајевима погрешне идентификације и видео снимци који тврде да приказују дронове са необичним карактеристикама могу објаснити лошим квалитетом оптике камера на паметном телефону. Џејми Џејкоб приписује виђења погрешној идентификацији „у великој мери вођеној друштвеним медијима и немогућношћу да се утврди шта је стварно, а шта није“. Џејкоб је такође приметио да су пријављена виђења дронова у близини војних објеката вероватно углавном била „непажљиви актери, а не они који покушавају да представљају легитимну претњу“.

### Погрешно означени и манипулисани видео снимци
Бројне слике које су широко кружиле на друштвеним мрежама које наводно показују доказе виђења дронова биле су погрешно означене слике старијих снимака дронова, фиксираног филма или видео снимка генерисаног вештачком интелигенцијом. Према Популар сајенсу, ТикТок је угостио „неке од најочитијих и најчешће виђених лажних видео снимака“ који наводно доказују виђење дронова.
На једном широко распрострањеном видео снимку објављеном на Треадсу се наводно види више дронова у ниском лету како лебде изнад америчког града, иако је видео касније идентификован као двогодишњи снимак из Кине који приказује владине беспилотне летелице како прскају аеросол за дезинфекцију током пандемије ковида 19. На другом видео снимку објављеном на Инстаграму се види како је пуцњава усмерена на дрон са земље, иако је првобитни отпремалац видео снимка известио да је монтирао видео како би додао звучне и визуелне ефекте као креативну вежбу и да су други корисници друштвених медија украли видео док су скидали видео одрицања од тога. Пост на друштвеним мрежама који је поделио Даг Мастријано укључивао је слику објекта означеног као „срушена беспилотна летелица“, иако је објекат касније идентификован као реквизит филма „TIE fighter”. Други случајеви видео снимака на друштвеним мрежама који су означени као примери неидентификованих дронова били су заправо слике светлосних емисија дронова које су, у неким случајевима, биле старе неколико година.

### Тражење нуклеарног материјала
У телевизијском интервјуу од 17. децембра, градоначелник Белвила, Њу Џерзи, сугерисао је да су виђене беспилотне летелице биле уствари беспилотне летелице којима манипулише влада и изјавио да „по мом мишљењу, они траже нешто. Шта би могли да траже? Можда је то радиоактивни материјал“ пре напомињући да је нуклеарна регулаторна комисија недавно пријавила нестанак уређаја који емитује радиоактивно зрачење који се користи у медицинским апликацијама. Конгресменка Никол Малиотакис и други изабрани званичници са Стејтен Ајленда, Њујорк, накнадно су послали писмо Одељењу за унутрашњу безбедност (ДХС) у којем се распитују о несталом уређају и „акцијама које (ДХС) предузима да би ублажио проблем и заштитио Американце и њохово „здравље и јавну безбедност“.
Дана 18. децембра, портпарол центра за рак Назха, који је послао део који недостаје, изјавио је да компонента, Екерт & Зиглер модел ХЕГЛ-0132, садржи незнатне количине изотопа германијума-68 који је осиромашен пре испоруке и да је уређај имао у сваком случају је пронађен. Портпарол Националне администрације за нуклеарну безбедност је изјавио да тим за подршку у нуклеарним ванредним ситуацијама ове агенције није користио беспилотне летелице за „мисије нуклеарне/радиолошке детекције и тренутно не спроводи никакве ваздушне операције у том региону“.

### Друштвена заблуда
Новинари, психолози и неуролози су виђења дронова назвали „масовном паником“ или „масовном заблудом“.  Социјална заблуда, која се понекад назива масовна обмана или масовна паника, је облик колективног понашања унутар друштва које настаје као одговор на претерана веровања која се шире међу становништвом. Понекад се лежерно користи као наизменично са термином „масовна хистерија“, иако се последњи термин прецизније односи на здравствено стање. У колумни од 13. децембра за Вашингтон пост, Макс Бут је сугерисао да се виђења могу бар делимично објаснити „масовном хистеријом“ која је, како је приметио, „понављајућа карактеристика америчког живота“. Тајлер Роговеј из Ратне зоне такође је сугерисао да би „масовна хистерија“ и погрешно идентификовани авиони могли бити узрок таласа виђења.
Неуролог Вилијам Ј. Бернштајн сугерисао је у епизоди подкаста „Какав дан“ компаније Крукед мидија, да су наводна виђења дронова била случај „масовне заблуде“. Психолог Гери Смол је то такође описао као случај „масовне панике“ или „заједничке заблуде“. Андрев Мекарти, свемирски фотограф, рекао је да је „сваки видео који сам анализирао о овом феномену био или обичан хеликоптер или авион“ и да су виђења „постала друштвена зараза када људи излазе напоље и гледају ваздушни саобраћај за први пут и под претпоставком да је то непозната летелица“.

### Кугле на небу
Виђење дронова, реакција друштвених медија и политичара је започела пријављивањем виђења необичних обојених сфера у већем броју, али веома брзо су тежишта извештаја пребаћена на виђење дронова а сфере су се изгубиле са главних страница. Два месеца пре таласа необјашњивих дронова изнад Њу Џерзија и у другим деловима североистока, бивши НАСА-ин астронаут Лирој Чао је наишао на мистериозне металне кугле док је летео приватним авионом, открио је у интервјуу за Њуз Нејшн'с Хил. Црвене кугле је видео путник који је путовао до њујоршког аеродрома ЈФК док су пролазили изнад Њу Џерсија